# Anton Cehov
Anton Pavlovici Cehov (în rusă Анто́н Па́влович Че́хов; n. 17/29 ianuarie 1860, Taganrog, Imperiul Rus – d. 15 iulie 1904, Badenweiler, Imperiul German) a fost un medic, prozator și dramaturg rus.
De peste o sută de ani spectacole după piesele sale sunt prezente, practic, în fiecare stagiune pe afișele teatrelor din România. Mari regizori de teatru din România (Lucian Pintilie, György Harag, Andrei Șerban, Cătălina Buzoianu, Vlad Mugur, Tompa Gábor) au găsit surse majore de inspirație în dramaturgia lui Cehov.

## Biografie
Cehov s-a născut la Taganrog, un oraș de la Marea Azov. Tatăl său a fost Pavel Egorovici Cehov, care avea o mică băcănie de produse coloniale la Taganrog. Mama sa, născută Evghenia Iakovlevna Morozova, a fost fiică de comerciant de postavuri. Între 1867 și 1879, face studii primare și secundare în orașul natal. Frecventează teatrul și conduce o revistă a elevilor. După fuga tatălui său la Moscova, este nevoit să acorde meditații. În 1879, începe studii de medicină la Moscova și-și ajută financiar familia, publicând în reviste umoristice. După absolvirea facultății în 1884, profesează în jurul Moscovei. În 1886, începe colaborarea la revista Novoe Vremia (Timpuri noi), condusă de Alexei Suvorin, cel ce îi va fi editor. În această perioadă, publică proză,  lucrând și la piesele sale de teatru. În 1890, efectuează un voiaj în insula Sahalin, unde recenzează populația. În timpul voiajului său în Italia, din 1894, starea sănătății sale se înrăutățește. În 1896, îl cunoaște pe Constantin Stanislavski, care îi va regiza piesele de teatru. În 1897, este spitalizat, atins fiind de tuberculoză pulmonară. Între 1897 și 1901, piesele sale de teatru (Unchiul Vania, Trei surori) sunt publicate și reprezentate. În 1901, se căsătorește cu actrița Olga Knipper (1868 - 1959). În 1903, finalizează piesa Livada de vișini. În 1904, boala i se agravează și, la 2 iulie, moare în sanatoriul de la Badenweiler, în Germania.

## Opera
Cu un caracter foarte modest, care l-a însoțit de-a lungul vieții, Anton Cehov nu și-a imaginat niciodată ce dimensiuni ar putea căpăta reputația sa postumă. Reacțiile publicului la piesele lui de teatru din anul morții au demonstrat cât de apreciat a fost scriitorul, atât în sufletul poporului rus, cât și pe plan internațional.

### Teatru
- 1881: Platonov sau Piesa fără titlu;
- 1886: Asupra efectelor nocive ale tutunului ("О вреде табака");
- 1887: Cântecul lebedei piesă într-un act;
- 1887: Ivanov ("Иванов");
- 1888: Ursul ("Медведь: Shutka v odnom deystvii")-comedie într-un act;
- 1888/1889? Cerere în căsătorie ("Предложение");
- 1889 Tragedian fără voie ("Трагик поневоле");
- 1889: Nunta ("Свадьба");
- 1889 Demonul pădurii ("Леший") comedie în patru acte;
- 1891: Jubileul ("Юбилей");
- 1896: Pescărușul ("Чайка");
- 1897: Unchiul Vania ("Дядя Ваня");
- 1901: Trei surori ("Три сестры");
- 1904: Livada de vișini ("Вишнёвый сад").

### Povestiri
- 1883: Moartea unui slujbaș ("Смерть чиновника");
- 1883: Grasul și slabul;
- 1884: Stridiile ("Устрицы");
- 1884: Cameleonul ("Хамелеон");
- 1884: Masca ("Маска");
- 1885: Vânătorii ("Егерь");
- 1885: Sergentul Pribișceev ("Унтер Пришибеев");
- 1886: Grișa ("Гриша");
- 1887: Acasă ("Дома");
- 1887: Sirena ("Сирена");
- 1887: Kaștanka ("Каштанка");
- 1888: Stepa ("Степь");
- 1892: Sala nr. 6 ("Палата № 6");
- 1894: Călugărul negru ("Чёрный монах");
- 1894: Vioara lui Rotschild ("Скрипка Ротшильда");
- 1895: Ordinul Anna ("Анна на шее");
- 1896: Casa cu mezanin ("Дом с мезонином");
- 1897: Mujicii ("Мужики");
- 1898: Omul în carapace ("Человек в футляре");
- 1899: Doamna cu cățelul ("Дама с собачкой");
- 1902: Arhiereul ("Архиерей");
- 1903: Logodnica ("Невеста").

Șapte povestiri traduse în CPSF 124 / 15.01.1960 de Anda Boldur: „Insulele zburătoare” de Jules Verne (parodie); „Eclipsă de Lună”; „O ședință de hipnotism”; „Scrisoare către un vecin savant”; „Esculapi rurali”; „Păcătosul din Toledo”; „O noapte de groază”

### Nuvele
- 1884: „Dramă la vânătoare”;
- 1884: Chibritul suedez (Nuvelă polițistă)
- 1888: „Stepa” („Степь“);
- 1891: „Un duel” („Дуэль“);
- 1895: „Trei ani” („Три года“);
- 1896: „Viața mea” („Моя жизнь“).

### Schițe umoristice
- 1884: Povestirile Melpomenei;
- 1886: Povestiri pestrițe.